# 波帕佳山
48°33′47″N 23°54′30″E / 48.56306°N 23.90833°E

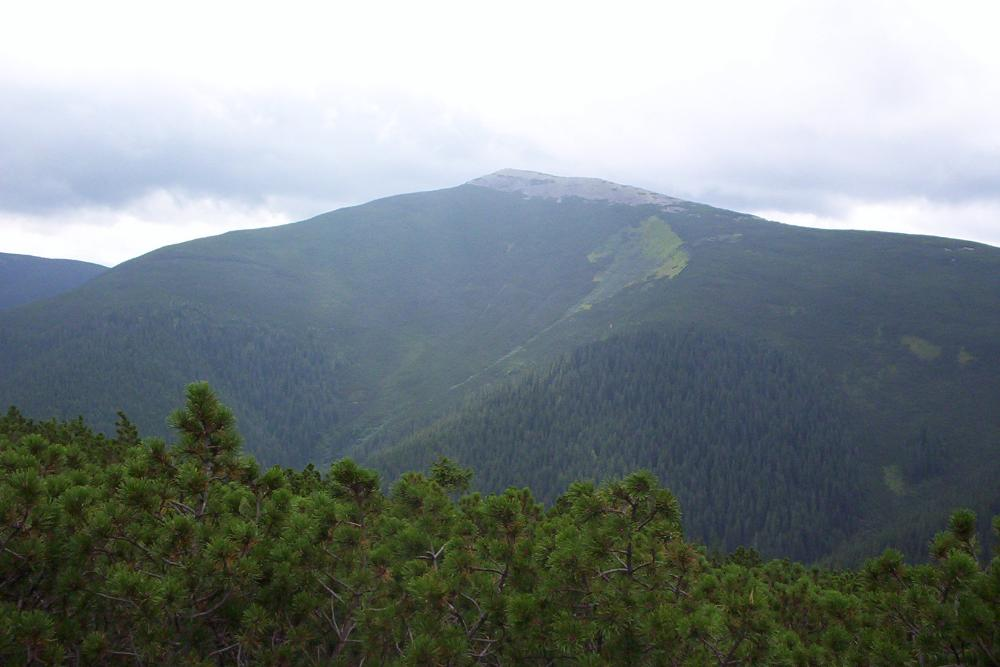

波帕佳山（羅馬化：Popadia）是烏克蘭的山峰，坐落於該國西部，處於伊萬諾-弗蘭科夫斯克州和外喀爾巴阡州接壤的邊界，屬於烏克蘭喀爾巴阡山脈中戈爾加內山脈的一部分，海拔高度1,740米。